# Бундюр
Бундю́р (рос. Бундюр) — село у складі Чаїнського району Томської області, Росія. Входить до складу Усть-Бакчарського сільського поселення.

## Населення
Населення — 292 особи (2010; 394 у 2002).
Національний склад (станом на 2002 рік):
- росіяни — 91 %